# Audrey Niffenegger
Audrey Niffenegger (13. lipnja 1963.), američka spisateljica, umjetnica i sveučilišni profesor.
Njezin prvi roman, Žena vremenskog putnika (eng. The Time Traveler's Wife) iz 2003. bio je američki i svjetski bestseler. Riječ je o ljubavnom romanu s elementima znanstvene fantastike, koji govori o čovjeku s genetskim poremećajem zbog kojeg, mimo svoje volje, putuje kroz vrijeme. Filmska verzija najavljena je za 2009. godinu, a glavna je uloga povjerena Ericu Bani.

## Vanjske poveznice
- Službena stranica